# Michail Suslov
Michail Andrejevič Suslov (rusky Михаил Андреевич Сусловв; 8. listopadujul./ 21. listopadu 1902greg. Šachovskoje, Ruské impérium – 25. ledna 1982, Moskva) byl sovětský politik, člen ÚV KSSS 1941–1982; člen politického byra ÚV KSSS (1952–1953, 1955–1982). Je považován za šedou eminenci politiky šedesátých, sedmdesátých a počátku osmdesátých let nebo jako rudý kardinál, strážce ideologické čistoty režimu. Byl velmi vlivný komunistický politik od dob pozdního stalinismu až do konce Brežněvovy éry.

## Život
Patřil bezesporu k nejzajímavějším postavám poválečné sovětské politické elity. Suslov se narodil ve venkovské lokalitě Šachovskoje v Pavlovském okrese, v současné Uljanovské oblasti 21. listopadu 1902. Svoji kariéru započal v aparátu stranických kontrolních mechanismů, které hrály podstatnou úlohu ve velkém teroru třicátých let. Následně byl přesunut do stranického aparátu. Stal se oblastním – krajským tajemníkem, emisarem ÚV a po válce přešel do ústředního aparátu ÚV jako vedoucí klíčových oddělení. Již v dobách stalinismu se stal tajemníkem ÚV (1947–1982). Původně vystupoval jako fanatický stoupenec a obdivovatel J. V. Stalina. Aktivně vystupoval v kampaních proti sionismu (Stalinovo tažení proti „židovskému nacionalismu“). Na počátku padesátých let řídil sovětský tisk a kontroloval mezinárodní komunistické hnutí. Své postavení upevnil na XIX. sjezdu KSSS, kdy byl zvolen tajemníkem ÚV i členem prezidia ÚV KSSS.
Své postavení uchránil i v období chruščovovského tání. Významnou úlohu sehrál během vojenského potlačení maďarského povstání v roce 1956. V otázkách destalinizace si počínal velmi opatrně, daleko lépe se cítil v klidných vodách tichého neostalinismu. To již pevně zakotvil v brežněvovských strukturách KSSS, kdy se stal hlavní ideologickou oporou generálního tajemníka L. I. Brežněva a zosobněním legitimity tehdejší stranické elity.
Od konce 40. let byl považován za experta na ideologické otázky a mezinárodní komunistické hnutí. V období 1964–1982 zastával neformální úlohu druhého tajemníka ÚV, arbitra uvnitř politbyra, jehož úsudku a hodnocení si vážil i samotný generální tajemník. Představoval nedostižnou etickou normu pro většinu aparátčíků.

## Vyznamenání

### Sovětská vyznamenání

#### Čestné tituly
- Hrdina socialistické práce – 20. listopadu 1962 a 20. listopadu 1972[2]

#### Řády
- Leninův řád – udělen pětkrát – 16. března 1940, 20. listopadu 1952, 20. listopadu 1962, 2. prosince 1971 a 20. listopadu 1972[2]
- Řád Říjnové revoluce – 18. listopadu 1977[2]
- Řád vlastenecké války I. třídy – 24. března 1945[2] – za úspěšnou realizaci státního plánu nákupu obilí v roce 1944[3]

### Zahraniční vyznamenání
- Hrdina socialistické práce – Bulharská lidová republika[4]
- Řád Georgiho Dimitrova – Bulharská lidová republika[5]

- Řád Klementa Gottwalda – Československo, 22. listopadu 1977[6]
- Süchbátarův řád – Mongolsko[5]
- Řád Karla Marxe – Německá demokratická republika, 1975[5]
- Řád zlaté hvězdy – Vietnam